# ロウリュ

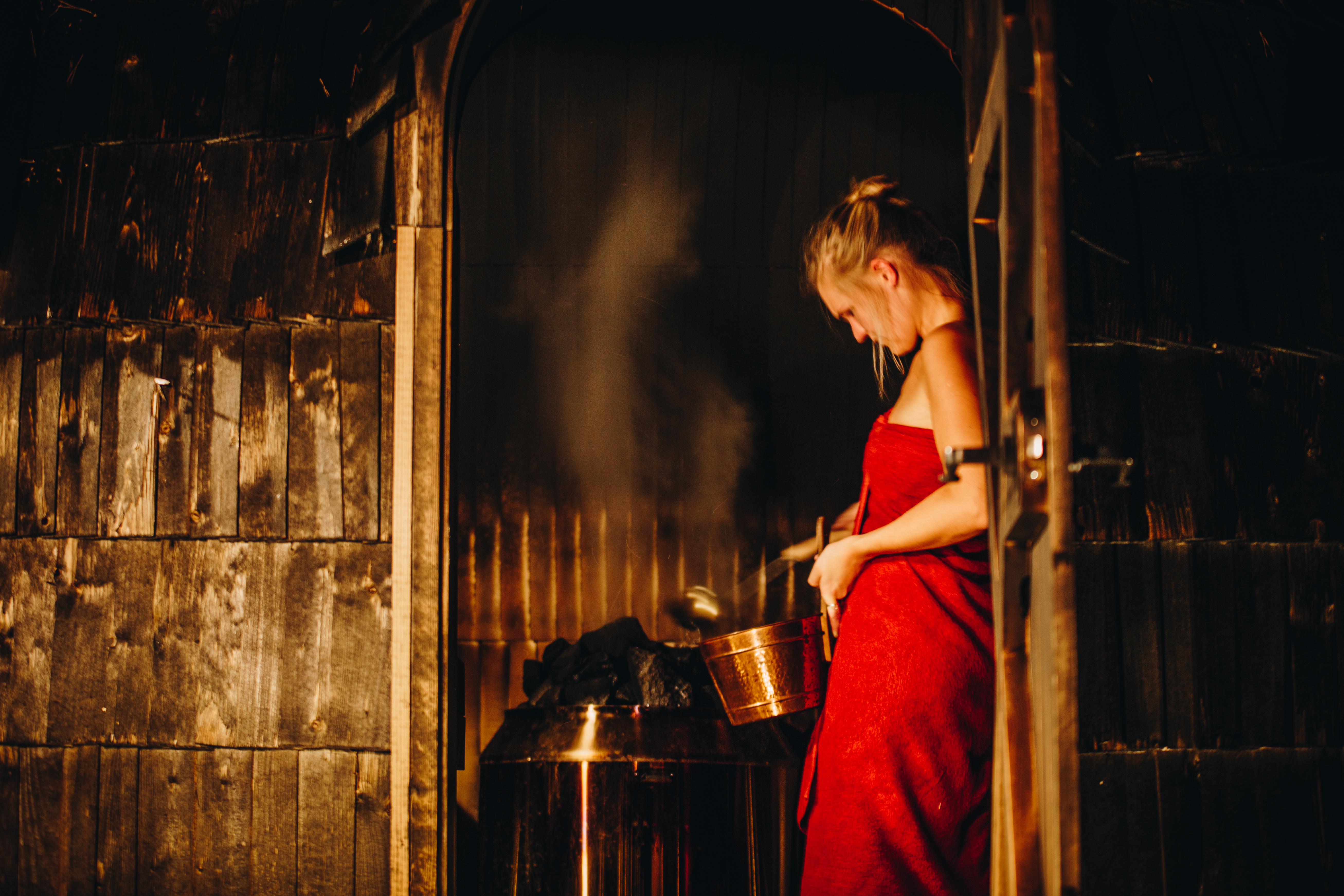
ロウリュの様子

ロウリュ（芬: löyly）は、フィンランドに伝わるサウナ風呂の入浴法の一つである。熱したサウナストーンに水をかけて水蒸気を発生させることにより、体感温度を上げて発汗作用を促進する効果がある。サウナストーンに掛ける水には、アロマオイルなどが加えられる。
キューゲルと呼ばれるアロマ水を凍らせた氷の球体を作り、サウナストーンに直接掛ける方法もある。キューゲルはドイツ語で球を意味する。

## 各国のロウリュ
ドイツではアウフグースと呼ばれ、商業的なサウナ施設で行われている。フィンランドでは静かに入るのに対し、ドイツではスタッフ（アウフギーサー）がタオルなどで利用者を煽いで熱風を送るなど、イベント的に親しまれている。
ロシアではバーニャと呼ばれるスチームサウナがあり、注水により蒸気を発生させる点など、ロウリュと共通する点がある。フィンランドでは、血行促進などを目的として白樺の枝葉を束ねたヴィヒタ（vihta）と呼ばれるもので身体をたたく習慣があるが、ロシアでもヴェーニクと呼ばれる同様のものが存在する。

### 日本のロウリュ
日本では2000年代より、ドイツのアウフグースを参考として導入した大阪のサウナ施設を草分けとして普及が始まった。アウフグースを参考としているため熱風を送るアウフギーサーに相当する「熱波師」と称されるスタッフが配置されているが、本来のアウフグースとは異なりタオルだけでなくうちわを用いる場合があるのが特徴である。
熱波と称することもある。従来の日本のサウナは90 - 100°Cの高温低湿のドライサウナであるが、ロウリュは80°C以下の中温高湿であり、ドライサウナ特有の肌のピリピリ感や息苦しさを軽減する効果がある。
2010年代頃より、上記の経緯からそれまで混同されてきたロウリュとアウフグースを区別するようになりつつあり、アウフグースと表記されている場合は熱風を送るスタッフが配置されているが、ロウリュとなっている場合は利用前に施設に前もって確認しておくのが望ましい。